# Noida
Noida es  una ciudad censal situado en el distrito de Gautam Buddha Nagar en el estado de Uttar Pradesh (India). Su población es de 637272 habitantes (2011). Se encuentra a 25 km al sureste de Nueva Delhi.

## Demografía
Según el  censo de 2011 la población de Noida era de 637.272 habitantes, de los cuales 349.397 eran hombres y 287.875 eran mujeres. Noida tiene una tasa media de alfabetización del 86,53%, superior a la media estatal del 67,68%: la alfabetización masculina es del 91,08%, y la alfabetización femenina del 80,97%.